# When a Woman's Fed Up
When a Woman's Fed Up è un brano dell'artista R&B statunitense R. Kelly pubblicato il 27 febbraio del 1999 come sesto singolo ufficiale estratto dal suo album di maggior successo R..
Il brano ha ricevuto il plauso della critica ed un ottimo successo commerciale, essendo considerato un classico della musica R&B, venendo successivamente campionato da artisti come Nas, Trick Daddy, Z-Ro e Macklemore.

## Il brano
Il brano è una slowjam R&B e hip hop soul con una produzione lenta e dolce. Il singolo parla di un uomo che rimugina sui suoi errori e sui momenti di amore passati con la donna di cui è innamorato, dopo che la suddetta si è trovata un altro uomo, affermando che "quando una donna si stufa, non c'è nulla che si possa fare".

## Video musicale
Il videoclip del brano è stato diretto da R. Kelly stesso, ed è stato pubblicato il giorno di rilascio del singolo.

## Classifiche
| Classifica (1999) | Posizione massima |
| ----------------- | ----------------- |
| Germania          | 25                |
| Paesi Bassi       | 25                |
| Nuova Zelanda     | 14                |
| Regno Unito       | 24                |
| Stati Uniti       | 22                |
| Stati Uniti (R&B) | 5                 |